# Thysanethus scabrifer
Thysanethus scabrifer är en mångfotingart som beskrevs av Chamberlin 1951. Thysanethus scabrifer ingår i släktet Thysanethus och familjen Odontopygidae. Inga underarter finns listade i Catalogue of Life.